# Robert Frank (photographe)
Pour les articles homonymes, voir Robert Frank et Frank.
Robert Frank, né le 9 novembre 1924 à Zurich (Suisse) et mort le 9 septembre 2019 à Inverness sur l'île du Cap-Breton (Nouvelle-Écosse), est un photographe et réalisateur suisse, naturalisé américain.
Son œuvre la plus célèbre est le livre Les Américains publié en 1958.
Selon la critique, « The Americans a changé la nature de la photographie, ce qu'elle pouvait dire et comment elle pouvait le dire [...] Cela demeure le livre de photographie du XXe siècle qui a peut-être eu le plus d'influence ».
Robert Frank est aussi connu pour ses films et vidéos documentaires ainsi que ses manipulations photographiques et autres photomontages.

## Biographie
Issu d’une famille juive aisée, Robert Frank est le fils d'Hermann Frank, décorateur d'origine allemande, et de Régina Zucker, née dans une famille d'industriels. Robert Frank a un frère, Manfred. En 1946, la famille Frank obtient la nationalité suisse (les persécutions antisémites en Allemagne avaient fait perdre leur nationalité à la famille.
Ayant découvert la photographie dans sa douzième année, il entre, en 1941, en apprentissage chez Hermann Segesser : celui-ci lui fait découvrir Paul Klee.
En mars 1947, il émigre à New York et obtient un poste de photographe d’accessoires de mode dans les studios du magazine Harper's Bazaar dont le directeur artistique est alors Alexey Brodovitch. Il se lie d’amitié avec Louis Faurer. Insatisfait, il démissionne rapidement et part voyager en Amérique latine en 1948. Il passe les années suivantes entre l’Amérique et l’Europe.
En 1950, il épouse l’artiste Mary Lockspeiser (en), dont il a un fils, Pablo né en 1951, prénommé en hommage à Pablo Casals, et une fille, Andrea, née en 1954.
En 1955 et 1956, grâce à une bourse de la fondation Guggenheim, Robert Frank voyage pendant deux ans avec sa famille à travers les États-Unis et photographie les multiples strates de société américaine. Bien que fasciné par sa culture, il adopte un point de vue ironique et extérieur sur la société américaine. Parmi les 23 000 images résultant de ce voyage, Robert Frank en choisit lui-même 83 qui formeront l'édition Les Américains,, publiée en 1958 aux éditions Delpire, Paris.
Robert Frank devient un photographe majeur des années 1950 et 1960, mais aussi un cinéaste indépendant engagé.
En 1974, sa fille Andrea se tue dans un accident d’avion à Tikal au Guatemala et à la même époque, son fils Pablo est atteint d’un cancer et souffre de schizophrénie. Il meurt en 1994 dans un hôpital d'Allentown en Pennsylvanie après une tentative de suicide. En 1995, Robert Frank fonde la « Fondation Andrea Frank », qui attribue des subventions aux artistes.
Il contribue au mouvement Beat, pratiquant la traversée des États-Unis ; Jack Kerouac est l'un de ses compagnons de route lors d'un voyage en Floride en 1958.
Robert Frank meurt le 9 septembre 2019 à Inverness sur l'île du Cap-Breton (Nouvelle-Écosse) à l’âge de 94 ans,.

### Cinéaste
En 1960, Robert Frank met son appareil Leica de côté et se consacre davantage aux films. Il réalise en 1959 Pull My Daisy sur les Beats, en 1969 Me and My Brother, en 1972 Cocksucker Blues sur les Rolling Stones, en 1975 Keep Busy, en 1979 Life Dances On, en 1981 Energy and How to Get it et en 1983 This Song for Jack.
En 1987 sort son film Candy Mountain codirigé avec Rudy Wurlitzer (en), un road-movie tourné entre New York et Cap-Breton en Nouvelle-Écosse, quintessence de la culture américaine qui a toujours passionné Robert Frank. Le leader des Clash, Joe Strummer, y tient un rôle ainsi que Tom Waits et l'actrice Bulle Ogier.
En 1969, Robert et Mary se séparent. Il s'installe deux ans plus tard en 1971, sur l'île du Cap-Breton à Mabou, Nouvelle-Écosse, avec une nouvelle compagne, peintre et sculptrice, June Leaf (en).

### Retour à la photographie
À partir de 1972, Robert Frank revient peu à peu à la photographie par le biais de photomontages, de négatifs manipulés et de polaroïds griffonnés. Il s'engage alors dans un champ plus autobiographique : 

« Depuis 1972, dans les temps morts que me laissent mes films ou mes projets de film, je photographie. En noir ou en couleurs. Quelquefois j’assemble plusieurs images en une seule. Je dis mes espoirs, mon peu d’espoir, mes joies. Quand je peux, j’y mets un peu d’humour. Je détruis ce qu’il y a de descriptif dans les photos pour montrer comment je vais, moi. Quand les négatifs ne sont pas encore fixés, je gratte des mots : soupe, force, confiance aveugle… J’essaie d’être honnête. »

De cette entreprise d'autofiction, Robert Frank publie de nombreuses éditions. En 1972, il publie ainsi sa deuxième édition The Lines of my Hand (Les lignes de ma main), point de départ auquel suivront de très nombreuses autres éditions réalisées en collaboration étroite avec son ami Gerhard Steidl et publiées à partir des années 2000 aux éditions Steidl.

### Robert Frank - L'Amérique dans le viseur
En 2013, sa monteuse, Laura Israël, qui est aussi son amie, lui consacre un film documentaire, Robert Frank - L'Amérique dans le viseur, mêlant de nombreuses archives d'interviews et d'extraits de films, balayant soixante-dix ans d'une carrière bien remplie. Interrogé chez lui à New York et dans son repaire canadien de Mabou en Nouvelle-Écosse, Robert Frank puise dans ses albums et ses caisses d'archives pour commenter, avec humour, une œuvre riche et inclassable.

## Publications
- Georges Arnaud, Indiens pas morts, photographies de Werner Bischof, Robert Frank et Pierre Verger, Robert Delpire éditeur, Paris, 1956
- Les Américains (The Americans)
  - Paris: Delpire, 1958. Inclut des textes de Simone de Beauvoir, Erskine Caldwell, William Faulkner, Henry Miller et John Steinbeck sélectionnés par Alain Bosquet
  - New York: Grove Press, 1959. Introduction par Jack Kerouac
  - New York: Aperture; Museum of Modern Art, 1969. Version revisitée et agrandie
  - Göttingen: Steidl, 2008  (ISBN 978-3-86521-584-0) La plupart des photographies ne sont pas recadrées à la différence des précédentes éditions, et deux photographies sont remplacées par d'autres du même sujet mais avec un angle de vue différent.
- The Lines of my Hand
  - Tokyo: Yugensha. édition de 1 000 ex., 500 enrichis de la photographie New York City, 1948, 500 de la photographie Platte River, Tennessee
  - New York: Lustrum Press, 1972
  - New York: Pantheon  (ISBN 9780394552552)
- Flamingo, Göteborg, Swede: Hasselblad Center, 1997  (ISBN 9783931141554). Catalogue de l'exposition Hasselblad Award, Hasselblad Center, Göteborg
- London/Wales. Publiée en collaboration avec la Corcoran Gallery, Washington, D.C., pour une exposition s'étant tenue entre le 10 mai et le 14 juillet 2003
  - Zurich; New York: Scalo, 2003  (ISBN 9783908247678)
  - Göttingen: Steidl, 2007  (ISBN 978-3865213624)
- Come Again. Göttingen: Steidl, 2006  (ISBN 9783865212610)
- Paris. Göttingen: Steidl, 2006  (ISBN 978-3865215246)
- Peru. Göttingen: Steidl, 2006  (ISBN 978-3865216922)
- Zero Mostel Reads a Book. Göttingen: Steidl, 2006  (ISBN 978-3865215864)
- Father Photographer. Göttingen: Steidl, 2009  (ISBN 978-3-86521-814-8)
- Tal uf Tal ab. Göttingen: Steidl, 2010  (ISBN 978-3-86930-101-3)
- Pangnirtung. Göttingen: Steidl, 2011  (ISBN 978-3869301983)
- Pull My Daisy. Göttingen: Steidl, 2011  (ISBN 978-3865216731)
- Ferne Nähe: Hommage für Robert Walser = Distant Closeness: A Tribute to Robert Walser, Berne, Robert Walser-Zentrum, 2012  (ISBN 978-3-9523586-2-7)
- Valencia. Göttingen: Steidl, 2012  (ISBN 978-3-86930-502-8)
- You Would. Göttingen: Steidl, 2012  (ISBN 978-3-86930-418-2)
- Park / Sleep, Göttingen, Steidl, 2013  (ISBN 978-3-86930-585-1).
- Household Inventory Record. Göttingen: Steidl, 2013  (ISBN 978-3-86930-660-5)
- Partida. Göttingen: Steidl, 2014  (ISBN 978-3-86930-795-4)
- In America. Göttingen: Steidl, 2014  (ISBN 978-3-86930-735-0)
- Was haben wir gesehen / What we have seen. Göttingen: Steidl, 2016  (ISBN 978-3-95829-095-2)

## Expositions

### Expositions personnelles (sélection)
- 1951 : Ben Schultz, W. Eugene Smith, Robert Frank, galerie Tibor de Nagy New York.
- 1961 : Robert Frank, Art Institute of Chicago.
- 1962 : Photographies de Harry Callahan et Robert Frank, Museum of Modern Art (MoMA), New York.
- 1968 : musée de Philadelphie
- 1976 : Robert Frank, Photo-Galerie, Kunsthaus de Zurich.
- 1977 : Robert Frank, Galerie Yajima à Montréal.
- 1978 : Robert Frank, photographies et films, 1945-1977, Photo-Galerie, National film Board of Canada, Ottawa.
- Galerie d'art de Mary Porter Sesnon, université de Californie, Santa Cruz.
- 1979 : Robert Frank, photographe, réalisateur, travaux de 1945-1979, Long Beach Museum of Art (en), Californie.
- 1980 : Fogg Art Museum, Boston.
- 1981 : photographies et films, Blue Sky Gallery (en), Portland, Oregon.
- 1986 : Robert Frank: New York to Nova Scotia, Museum of Fine Arts, Houston.
- 3 octobre - 3 décembre 1994 : 
  - Robert Frank : black, white and things, National Gallery of Art, Washington[10],[11].
  - Robert Frank: Moving Out, exposition itinérante organisée par la National Gallery of Art.
- 10 décembre 2000 - 11 février 2001 : Robert Frank : hold still-keep going, Musée Folkwang, Essen

puis 10 avril - 18 juin 2001 : Musée national centre d'art Reina Sofía, Madrid ; 15 septembre - 15 novembre 2001 : Centro cultural, Belém.
- 28 octobre 2004 - 23 janvier 2005 : Storylines, rétrospective, Tate Modern, Londres[12].

puis 8 février - 11 avril 2005 : Museu d'art contemporani, Barcelone ; 3 septembre - 20 novembre 2005, Fotomuseum, Winterthur.
- 2009 : Robert Frank, un regard étranger, Jeu de paume, Paris.
- 10 septembre 2014 - 5 janvier 2015 : Robert Frank in America, Cantor Arts Center, Université Stanford, Stanford[4].

### Expositions collectives
- 7 octobre 2020 - 10 janvier 2021 : The New-York school show – Les photographes de l'École de New York 1935-1965, Pavillon populaire, Montpellier.

## Prix et récompenses
- 1985, prix Erich-Salomon
- 1996, prix international de la Fondation Hasselblad
- 2014, prix Haftmann, mention spéciale